# Aiguilles de Trélatête
Aiguilles de Trélatête lub Tré-la-Tête – szczyt w Masywie Mont Blanc, w grupie górskiej Trélatête. Leży na granicy między Francją (departament Górna Sabaudia), a Włochami (region Dolina Aosty). Szczyt można zdobyć ze schronisk Rifugio Elisabetta Soldini (2200m) lub Bivacco Giovane Montagna.
Szczyt ma 4 wierzchołki; są to: 
- Północny (Tête Blanche) (3884 m), pierwsze wejście Adolphus Warburton Moore, Horace Walker, Jakob Anderegg i J. Jaun 23 lipca 1870 r.,
- Centralny (3908 m), pierwsze wejście: M. Baretti, J.J. Maquignaz, A. i V. Sibille 8 sierpnia 1878 r.,
- Południowy (3920 m), pierwsze wejście: Anthony Adams-Reilly, Edward Whymper, Michel Croz, Michel-Clément Payot i Henri Charlet 12 lipca 1864 r.,
- Wschodni (3892 m), pierwsze wejście: A. A.-Reilly, E. Whymper, M. Croz, M.-C. Payot i H. Charlet 12 lipca 1864 r.